# Jüdischer Friedhof (Haaren)

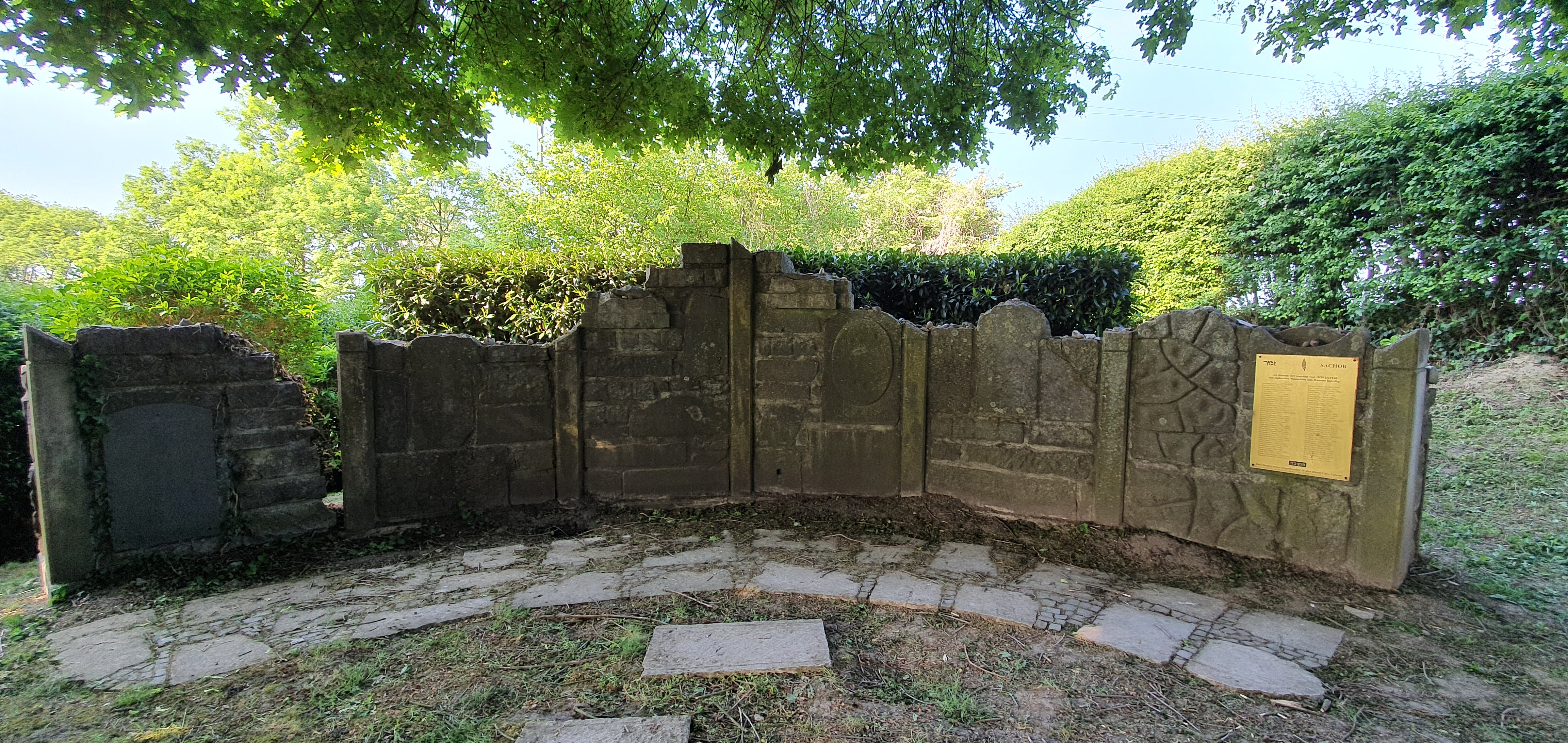
Jüdischer Friedhof Haaren

Der Jüdische Friedhof Haaren liegt im Ortsteil Haaren der Stadt Aachen in der Städteregion Aachen (Nordrhein-Westfalen).
Der jüdische Friedhof wurde von 1838 bis 1938 belegt. Es sind noch fünf Grabsteine (Mazewot) vorhanden. Der Friedhof wurde 1938 völlig zerstört. Etwa 40 Grabsteine sollen als Baumaterial verwendet worden sein. Erst 1997 wurden einige Grabdenkmäler auf einem Privatgrundstück wiedergefunden. Davon wurden vier Steine und etwa 70 Bruchstücke zu einer Gedenkwand auf dem Friedhof zusammengefügt.
Die Juden aus Haaren bestatteten ihre Toten vor 1838 auf den Friedhöfen Lütticher Straße in Aachen sowie Broichweiden.

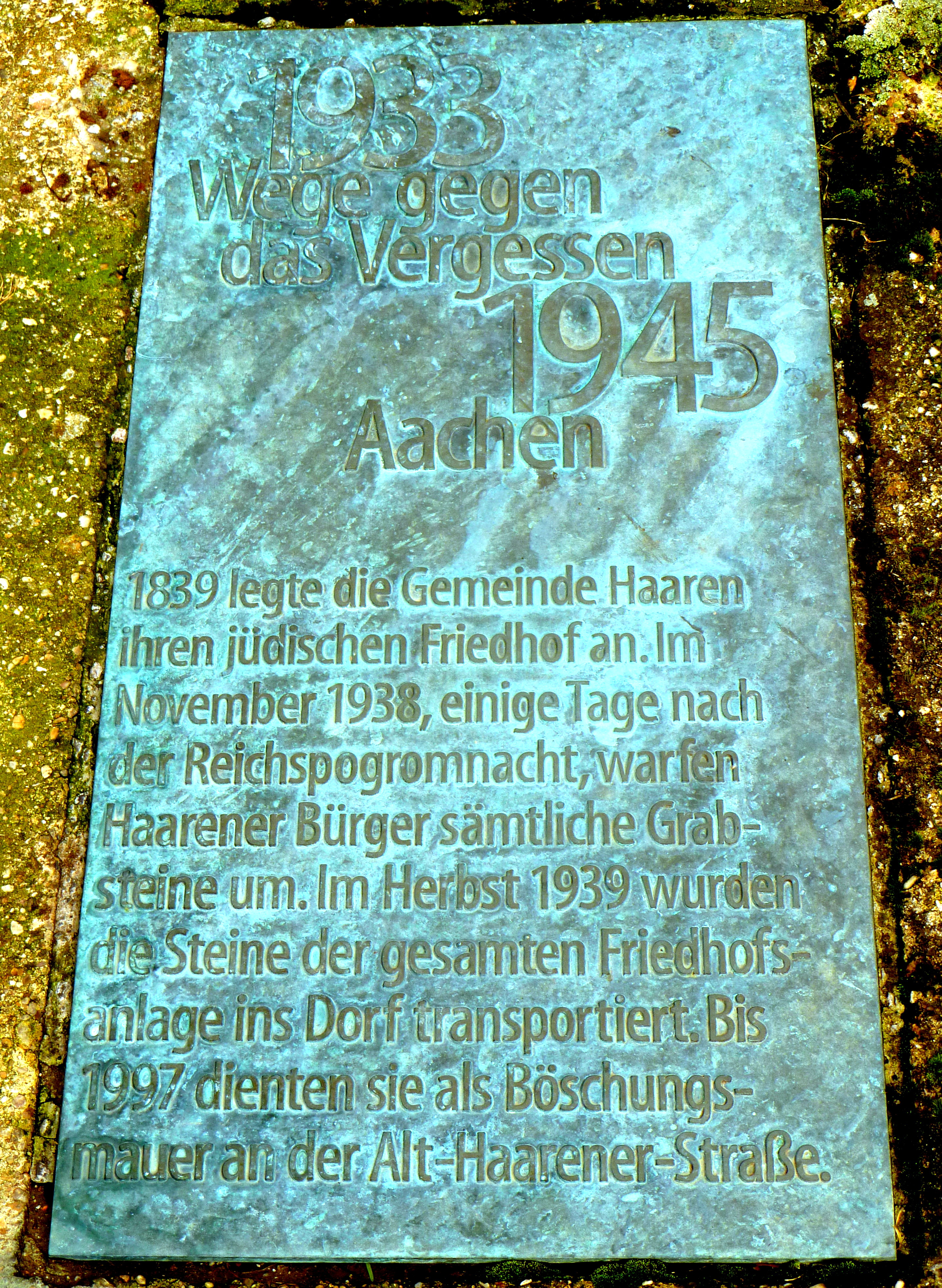
Gedenktafel WgdV

Am Jüdischen Friedhof Haaren erinnert zudem eine Gedenktafel des Projektes Wege gegen das Vergessen an die Vorkommnisse um den Friedhof in den Jahren 1938/1939. Auf ihr ist eingraviert: 

„1839 legte die Gemeinde Haaren ihren jüdischen Friedhof an. Im November 1938, einige Tage nach der Reichspogromnacht, warfen Haarener Bürger sämtliche Grabsteine um. Im Herbst 1939 wurden die Steine der gesamten Friedhofsanlage ins Dorf transportiert. Bis 1997 dienten sie als Böschungsmauer an der Alt-Haarener-Straße.“